# Nils Linder (ämbetsman)
Nils Linder, född den 11 september 1869 i Reslövs församling, Malmöhus län, död den 14 mars 1941 i Lund, var en svensk ämbetsman. Han var far till Yngve Linder.
Linder blev student vid Lunds universitet 1890 och avlade examen till rättegångsverken där 1895. Han blev extra ordinarie tjänsteman vid länsstyrelsen i Malmöhus län 1899, extra länsbokhållare där 1903, ordinarie länsbokhållare 1904 och kronofogde i Torna och Bara fögderi 1911. Han var akademisekreterare vid Lunds universitet från 1918 till sin pensionering. Linder blev riddare av Vasaorden 1923 och av Nordstjärneorden 1934. Han vilar i en familjegrav på Norra kyrkogården i Lund.